# Stichopogon chrysostoma
Stichopogon chrysostoma là một loài ruồi trong họ Asilidae. Stichopogon chrysostoma được Schiner miêu tả năm 1867.